# Hồ Sĩ Đống
Hồ Sĩ Đống (1739-1785), tự Long Phủ, hiệu Dao Đình; sau đổi tên là Hồ Sĩ Đồng, tự Thông Phủ, hiệu Trúc Hiên. Ông là nhà thơ và là đại quan nhà Lê trung hưng trong lịch sử Việt Nam.

## Tiểu sử
Hồ Sĩ Đống sinh năm Kỷ Mùi (1739) ở xã Hoàn Hậu, huyện Quỳnh Lưu, trấn Nghệ An; nay là làng Quỳnh Đôi, huyện Quỳnh Lưu, tỉnh Nghệ An.
Ông thuộc dòng dõi Hồ Tông Thốc (sử gia đời Trần) và là cháu của Hồ Sĩ Dương (sử gia đời Lê).
Khoa Nhâm Thìn (1772) đời vua Lê Hiển Tông, Hồ Sĩ Đống đỗ Hội nguyên, rồi Đình nguyên hoàng giáp, được bổ chức quan.
Năm Giáp Ngọ (1774), ông được cử làm Bố chính Kinh Bắc. Nhưng không lâu sau, ông nhận lệnh trở về kinh đô Thăng Long, rồi sang làm án sát Hải Dương.
Căn cứ theo bài Tựa đề trong tập thơ Hoa trình khiển hứng của ông, thì năm Đinh Dậu (1777), ông được lệnh làm chức Phó sứ cống bộ. Đến tháng Giêng năm sau (Mậu Tuất, 1778), thì đoàn khởi hành.
Nhưng khi đến hồ Động Đình ở Hồ Nam, thì Chánh sứ Vũ Trần Thiệu (có sách ghi là Vũ Khâm Tự) cho mời hai thành viên trong đoàn là Hồ Sĩ Đống và Nguyễn Trọng Đang tới tiết lộ việc chúa Trịnh Sâm có làm tờ biểu riêng xin vua nhà Thanh sắc phong tước vương cho họ Trịnh. Sau khi hủy bản mật biểu và dặn dò mọi việc, viên Chánh sứ tự tử. Thương tiếc người bạn trung nghĩa (với nhà Lê) ấy, ông có làm bài thơ viếng, sau được Phạm Đình Hổ chép lại trong quyển Vũ trung tùy bút .
Sang mùa thu tháng 8 (âm lịch) năm đó, đoàn đi sứ đến Yên Kinh (tức Bắc Kinh), đến tháng cuối mùa đông thì Hồ Sĩ Đống vâng chỉ dẫn đoàn trở về nước. Xét công lao, Hồ Sĩ Đống được phong chức Tả thị lang bộ Hộ.
Tháng 9 năm Nhâm Dần (1782), chúa Trịnh Sâm qua đời, ủy quyền cho Huy quận công Hoàng Đình Bảo giúp Trịnh Cán lên ngôi. Không lâu sau, lính tam Phủ gốc ở Thanh - Nghệ (sử cũ gọi là kiêu binh) nổi dậy giết Đình Bảo và truất Trịnh Cán, lập Trịnh Khải lên ngôi .
Đoan Nam Vương (tức Trịnh Khải) bèn cho Hồ Sĩ Đống làm Hành tham tụng (tức quyền Tham tụng). Nhưng đến năm Giáp Thìn (1784), thì ông phải thôi chức để về thọ tang cha. Sau đó, ông được đổi sang ngạch quan võ, cai quản Tả uy cơ, rồi lần lượt trải chức Án sát Quảng Nam, Đốc thị Thuận Hóa.
Biết ông có tài năng, chúa Trịnh cho triệu ông về coi việc chính sự trong phủ. Buổi đầu, cử ông làm Đô chỉ huy sứ, sau thăng làm Tham đốc quyền phủ sự (ngang với chức Thượng thư), tước Ban quận công (trước đây, ông đã được ban tước Kinh Dương hầu, sau đổi là Ban Đình hầu) .
Năm Ất Tỵ (1785), Hồ Sĩ Đống qua đời, hưởng dương 46 tuổi. Xét công lao, ông được truy tặng chức Hình bộ thương thư .

## Tác phẩm
Hồ Sĩ Đống đã để lại:
- Hoa trình khiển hứng (Cảm hứng tiêu khiển trên hành trình đi sứ Trung Hoa), còn có tên là Dao Đình sứ tập. Căn cứ theo bài Tựa do tác giả viết năm Kỷ Hợi (1779), thì tập thơ có hơn trăm bài thơ chữ Hán.
- Dao Đình thi tập (Tập thơ của Dao Đình)

Hiện trong Thư viện Khoa học xã hội (Hà Nội) có hai bản sách của Hồ Sĩ Đống, đó là Dao Đình sứ tập (ký hiệu A.515) và Dao Đình thi tập (ký hiệu A.1852). Theo Trần Văn Giáp thì Dao Đình thi tập là tập thơ chung cho tất cả các bài thơ của Hồ Sĩ Đống, còn Dao Đình sứ tập (hay Hoa trình khiển hứng) chỉ là tập thơ riêng làm trong dịp đi sứ năm Đinh Dậu (1777) .
Ngoài ra, ông còn viết vài bài Tựa (trong đó có bài Tựa cho tập Sứ Hoa tùng vịnh của Nguyễn Tông Quai) và tấu khải, cũng đều bằng chữ Hán.

## Nhận xét
Trong Lê quý dật sử của Hoàng giáp Bùi Dương Lịch, người cùng thời với Hồ Sĩ Đống, có đoạn viết về ông như sau: 
Tham đốc Ban quận công Hồ Sĩ Đống là người ôn hòa, bình dị, thi đỗ hoàng giáp, vâng mệnh đi sứ có công. Khi Tĩnh vương (Trịnh Sâm) còn sống, ông chưa được trọng dụng, nhưng lòng người đều kính phục đức vọng của ông. Đến thời Đoan Vương (Trịnh Khải), ông được thăng vọt lên chức Hình tham tụng…Đến khi ông ốm, chúa thường sai người thăm hỏi và ban cho chức tham đốc, lại ban tước Ban quận công...Ông mất, quân lính các đoan cơ thuyền đội ở kinh không ai là không thương xót. Ông Bùi Hành tụng (Bùi Huy Bích) có làm bài văn tế ông, trong đó có câu (dịch): "Kẻ sĩ đại phu có văn học, có đức độ, có phẩm vọng như ông ít lắm"...
Về thơ, ông được danh sĩ thời Nguyễn là Phan Huy Chú khen là "hồn hậu, phong nhã, có khái khái" và đã giới thiệu hai bài trong bộ sách Lịch triều hiến chương loại chí, đó là Đăng Nhạc Dương lâu (Lên lầu Nhạc Dương), Đăng Hoàng Hạc lâu (Lên lầu Hoàng Hạc).
Gần đây, trong Từ điển văn học (bộ mới), nhà nghiên cứu Bùi Duy Tân cũng đã có nhận xét khái quát về ông, trích:
Hồ Sĩ Đống là người cẩn trọng, bình tĩnh, giản dị, có tài văn chương. Sáng tác của ông thường là đề vịnh di tích, nhân vật lịch sử, đền miếu, phong cảnh...trên dọc đường đi sứ. Nhìn chung, chúng đều có những nét tươi đẹp, uyển chuyển, do khả năng đổi mới của cảm xúc và cách thể hiện độc đáo của nhà thơ. Cùng với thơ đi sứ của Phùng Khắc Khoan, Nguyễn Kiều, Nguyễn Tông Quai, Lê Quý Đôn,...thơ Hồ Sĩ Đống góp phần tạo nên thể cách trầm hùng, nhuần nhã của thơ đi sứ thời Lê trung hưng .

## Thơ Hồ Sĩ Đống
Giới thiệu bài thơ duy nhất của Hồ Sĩ Đống được chép trong quyển Vũ trung tùy bút. Tác giả là Phạm Đình Hổ kể: 
Đấng tiên đại cửu ta là Thượng thư công...Khi ấy (1777), ông đã ngoài 60, làm quan trong triều đã hơn 40 năm, cứ theo lệ cũ thì không phải đến lượt đi sứ nữa. Vậy mà trong triều không biết duyên cớ làm sao, chợt Trịnh Thịnh Vương (tức Trịnh Sâm) đòi ông vào Trung Hòa đường, mật đưa cho ông một tờ biểu sai sang sứ Trung Hoa cầu phong làm Phó quốc vương. Ông biết ý chúa Trịnh đã quyết nên không dám chối từ. Tháng 6 (1778), thuyền qua hồ Động Đình, ông chợt mắc bệnh, bèn mời Phó sứ là Hồ Sĩ Đống và Nguyễn Trọng Đang tới dặn bảo mọi công việc...Ông lại đưa tờ mật biểu ra đốt trước mặt hai sứ thần, và ngày mồng mười thì mất ở trên thuyền. Hồ công (Hồ Sĩ Đống) có thơ viếng rằng:
| Hoàng hoa lưỡng độ phú tư luân, Uyên đức kỳ niên cánh kỷ nhân. Cộng tiễn bang giao nhân ngọc bạch, Thùy tri tiên cốt lịch phong trần. Sinh sô lệ sái đồng chu khách, Tái bút danh qui tuẫn quốc thần Trù tướng thái hồ thu nguyệt sắc, Dạ lai do chiếu ốc lương tần. | Dịch: Mấy độ hoàng hoa sứ nước người, Tuổi cao đức tốt ấy kìa ai? Bang giao những tưởng ngọc nhà đẹp, Tiên cốt nào hay gió bụi đầy. Giọt lệ đồng châu đưa một lễ, Tấm thân tuẫn quốc tiếng muôn đời. Trăng thu mơ tưởng trên hồ nọ, Thấp thoáng đầu nhà bóng lẩn soi . |

## Sách tham khảo
- Bùi Dương Lịch, Lê quý dật sử (Phạm Văn Thắm dịch). Nhà xuất bản Khoa học xã hội. 1987.
- Phan Huy Chú, Lịch triều hiến chương loại chí (Tập 3). Nhà xuất bản Khoa học xã hội, 1992.
- Phạm Đình Hổ, Vũ trung tùy bút (bản dịch của Nguyễn Hữu Tiến). Nhà xuất bản Trẻ và Hội nghiên cứu giảng dạy văn học Thành phố Hồ Chí Minh, 1989.
- Trần Văn Giáp, Tìm hiểu kho sách Hán Nôm (Tập 1 và Tập 2 in chung). Nhà xuất bản Khoa học xã hội, 2003.
- Bùi Duy Tân, mục từ Hồ Sĩ Đống trong Từ điển Văn học (bộ mới). Nhà xuất bản Thế giới, 2004.
- Nguyễn Q. Thắng - Nguyễn Bá Thế, Từ điển nhân vật lịch sử Việt Nam. Nhà xuất bản Khoa học xã hội, 1992.